# Klaus Scholder
Klaus Scholder (* 12. Januar 1930 in Erlangen; † 10. April 1985 in 
Tübingen) war evangelischer Theologe und Professor für Kirchengeschichte an der Universität Tübingen.

## Leben und Beruf
Klaus war Sohn des Erlanger Professors für anorganische Chemie Rudolf Scholder (1896–1973). Nach dem Abitur studierte er am Evangelischen Stift in Tübingen sowie an der Universität Göttingen Germanistik und Theologie. Nach der Promotion und der Ordination zum evangelischen Pfarrer wurde er von 1956 bis 1958 Mitarbeiter der FDP-Bundestagsfraktion. 1958 trat er in den Dienst der Württembergischen Landeskirche ein und wurde zunächst Pfarrverweser in Bad Überkingen; bereits 1959 wechselte er an das Evangelische Stift in Tübingen. Nach seiner Habilitation arbeitete er als Privatdozent an der Universität Tübingen und erhielt dort 1968 einen Lehrstuhl für Kirchenordnung. Sein Lehrstuhlnachfolger wurde 1987 Joachim Mehlhausen. 
Sein Arbeitsschwerpunkt war der Kirchenkampf, über den er die beiden ersten Bände des bis heute gängigen Standardwerks „Die Kirchen und das Dritte Reich“ schrieb.
Zu seinen Schülern gehören Gerhard Besier und Jörg Thierfelder.
Von 1982 bis 1985 war Scholder stellvertretender Vorsitzender der Friedrich-Naumann-Stiftung und von 1967 bis 1982 Mitglied des Kuratoriums. Er war 1961 Gründer und Mitglied des ersten Vorstandes der Gesellschaft für die Freiheit – Freunde und Förderer der Friedrich-Naumann-Stiftung. Von 1959 bis 1985 war er Mit-Herausgeber der Zeitschrift „liberal“. Von 1972 bis 1981 war er Mitglied des Rates von Sachverständigen für Umweltfragen. Er war auch Mitglied des Beirats der VDI-Kommission Reinhaltung der Luft.

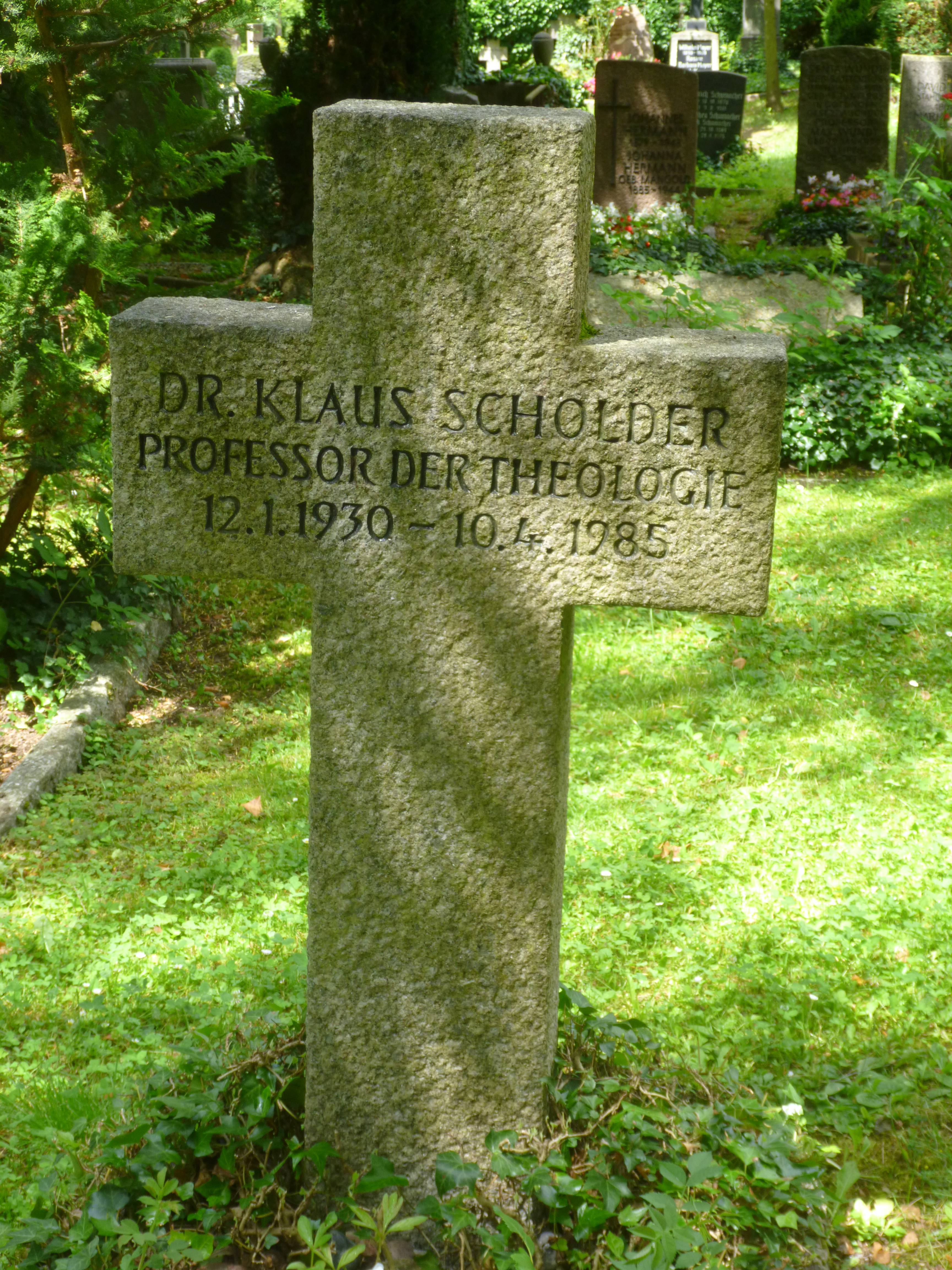
Stadtfriedhof Tübingen

## Partei
Scholder trat, beeinflusst von Karl Georg Pfleiderer, 1954 der FDP/DVP bei. Er war maßgeblich an den kultur- und religionspolitischen Aussagen des „Berliner Programms“ der FDP von 1957 beteiligt. Ende der 1960er Jahre war er kurzzeitig Vorsitzender der FDP/DVP-Kreisverbandes Tübingen. 

## Werke
- Die Verwirklichung des Imaginativen in den Romanen Jean Pauls. Diss., Tübingen 1956.
- Die Problematik der politischen Verantwortung in unserer jüngsten Geschichte. Steiner, Wiesbaden 1959.
- Ursprünge und Probleme der Bibelkritik im 17. Jahrhundert. Kaiser, München 1966 (zugleich: Habil.-Schrift, Tübingen 1965).
- Die Kirchen und das Dritte Reich. Bd. 1: Vorgeschichte und Zeit der Illusionen, 1918–1934. Propyläen, Berlin 1977, ISBN 3-550-07339-9.
- Karl Georg Pfleiderer: Der liberale Landrat, Politiker und Diplomat. Reinhold-Maier-Stiftung, Stuttgart 1979.
- Die Mittwochsgesellschaft. Protokolle aus dem geistigen Deutschland 1932–1944. Severin und Siedler, Berlin 1982, ISBN 3-88680-030-X.
- Die Kirchen und das Dritte Reich. Bd. 2: Das Jahr der Ernüchterung 1934. Propyläen, Berlin 1985, ISBN 3-88680-139-X.
- Die Kirchen zwischen Republik und Gewaltherrschaft. Gesammelte Aufsätze. Hrsg. von Karl Otmar von Aretin und Gerhard Besier. Ungekürzte und korrigierte Ausgabe der 1988 erschienenen Erstausgabe. Ullstein, Berlin 1991, ISBN 3-548-33148-3.